# Eider Rubio
Eider Rubio Ponce (San Sebastián, 7 de mayo de 1977) es una exjugadora de balonmano española, dos veces campeona de liga e internacional con la selección española. 

## Trayectoria
Debutó en la máxima categoría con el Hernani. Desde sus inicios en Corteblanco Bidebieta (equipo que más tarde se conocería como Akaba Bera Bera), desarrolló su carrera principalmente como central, aunque también era capaz de desempeñarse en la posición de extremo. Sus características físicas le permitieron combinar agilidad y eficacia en defensa y velocidad en las transiciones ofensivas. Además, debutó en Europa con el conjunto donostiarra. Con el combinado nacional debutó el 12 de diciembre de 1998 en el Campeonato de Europa de Holanda.
En 2001, Eider se incorporó al Marina Park Sagardia cántabro, donde continuó su trayectoria en el balonmano de alto nivel. Posteriormente, militó en equipos como Arrahona y Mar Astroc Sagunto. La temporada 2006–2007 la pasó en Orsan Elda Prestigio año en el que volvió a ser llamada por la selección española. Completó un total de 30 encuentros con la selección española y anotó 45 tantos, compitiendo en dos europeos y los Juegos Mediterráneos de Pescara en 2009
En la 2007/08, Eider regresó a su equipo de origen, Akaba Bera Bera, donde firmó un contrato de dos años y, posteriormente, renovó su compromiso durante dos temporadas adicionales. Compitió durante 18 temporadas en la máxima categoría (11 con el Bera Bera), consiguiendo importantes logros como la conquista de la Liga, la Supercopa de España, la Copa de la Reina, además de 969 goles.
A pocos días de cumplir 36 años, Eider Rubio anunció su retirada al finalizar la temporada 2012–2013, poniendo fin a una carrera que había abarcado casi dos décadas en el balonmano profesional. En su última temporada ganó el primer triplete del conjunto donostiarra.

### Como entrenadora
Tras retirarse como jugadora, Eider continuó vinculada al balonmano desde el banquillo. Se incorporó al cuerpo técnico del Bera Bera como segunda entrenadora y preparadora de porteras, colaborando estrechamente con figuras como Montse Puche e Imanol Álvarez. Durante cuatro temporadas, su experiencia y conocimiento del juego fueron clave para la continuidad y el éxito del equipo donostiarra en competiciones nacionales y europeas, hasta que, en la temporada 2019–2020, fue sustituida por Álex Nogués, marcando el cierre de esa etapa de su carrera deportiva.

### Clubes
- 1996-97: Hernani
- 1997-01: Bera Bera
- 2001-02: Castro Urdiales
- 2002-03: Arrahona
- 2003-06: Astroc Sagunto
- 2006-07: Orsan Elda Prestigio
- 2007-13: Bera Bera

## Trofeos y galardones
- 1 x Copa de la Reina (2012/13)
- 2 x Liga Española (2004/05, 2012/13)
- 3 x Supercopa de España (2005/06, 2007/08, 2012/13)

## Vida
Además, Eider Rubio participó activamente en el ámbito institucional del balonmano femenino, formando parte de la primera Junta Directiva de la Asociación de Mujeres de Balonmano (AMBM), constituida en 2002.